# Alekseï Sourkov
Pour les articles homonymes, voir Sourkov.
Alekseï Aleksandrovitch Sourkov (en russe : Алексе́й Алекса́ндрович Сурко́в) né le 1er octobre 1899 (13 octobre dans le calendrier grégorien) à Serednevo (oblast d'Iaroslavl) et mort le 14 juin 1983 à Moscou, est un homme de lettres, poète et parolier russe et soviétique. Il fut Héros du travail socialiste (1969) et reçut deux fois le prix Staline (1946, 1951) et quatre fois l'ordre de Lénine (1959, 1967, 1969, 1979). Citoyen d'honneur de la ville de Rybinsk depuis 1976.

## Biographie
Alekseï Sourkov est né dans le village de Serednevo situé dans l'ouiezd de Rybinsk du Gouvernement de Iaroslavl alors sous Empire russe. Membre du Parti communiste de l'Union soviétique depuis 1925, Sourkov est nommé à la tête de l'Association russe des écrivains prolétariens en 1928. En 1931-1934, il fait ses études à la faculté littéraire de l'Institut des professeurs rouges. Il prit part à la guerre civile russe, à l'invasion soviétique de la Pologne (1939), à la guerre soviéto-finlandaise (1939-1940), puis à la Grande Guerre patriotique (1941-1945), pendant laquelle il était correspondant des journaux Krasnoarmeïskaïa Gazeta et L'Étoie rouge. Son ami Constantin Simonov lui consacre le poème Tu te souviens, Aliocha, les routes de Smolenchtchina («Ты помнишь, Алёша, дороги Смоленщины») en 1941. Il fut ensuite rédacteur en chef de la Literatournaïa gazeta (1944-1946) et du magazine Ogoniok (1945-1953). Sous le régime stalinien, Sourkov participe activement à la persécution des écrivains tombés en disgrâce et dissidents. En 1947, il publie notamment dans l'hebdomadaire Culture et Vie l'article « Concernant la poésie de Pasternak » («О поэзии Пастернака») dirigé contre le poète,. À partir de 1962, il est rédacteur en chef de la Kratkaïa literatournaïa entsiklopedia [Petite encyclopédie littéraire], membre du comité éditorial de Biblioteka poeta, et recteur de l'Institut de littérature Maxime-Gorki.
Alexeï Sourkov fut membre de la Commission centrale de vérification du PCUS (1952-1956); candidat membre du Comité central du PCUS (1956-1966); membre du Soviet suprême de l'URSS et du Soviet suprême de la RSFSR; membre du Conseil mondial de la paix; secrétaire (1949), puis premier secrétaire (1953-1959) de l'Union des écrivains soviétiques.
En 1973, il fait partie du groupe de littéraires ayant signé la lettre ouverte publiée par la Pravda dirigée contre Alexandre Soljenitsyne et Andreï Sakharov.
En 1976, il reçoit l'International Botev Prize.
Mort à Moscou, il est enterré au cimetière de Novodievitchi.

## Distinctions
- ordre de l'Insigne d'Honneur en 1939
- Ordre de l'Étoile rouge en 1940
- Médaille pour la Défense de Moscou en 1944
- Ordre du Drapeau rouge1945
- Prix Staline en 1946 pour les paroles des chansons Chant des courageux («Песня смелых»), La mère du soldat («Песня о солдатской матери»), Victoire («Победа») et d'autres.
- Prix Staline en 1951 pour le recueil La Paix pour le Monde («Миру — мир !»)
- Héros du travail socialiste en 1969
- Ordre de Lénine en 1959, 1967, 1969, 1979

## Œuvres
Sourkov commença à publier des poèmes en 1918. Certains de ses poèmes devinrent des chansons populaires. Sourkov a écrit les paroles de chants de guerre (Le Chant des défenseurs de Moscou (1942), Dans la tranchée (1942) ; et des chansons à la gloire de Staline, comme Un brillant avenir s'ouvre devant nous (1949), ou du Parti communiste soviétique : Gloire au Parti de Lénine!
Il a publié (en russe) : Zapev (1930), Pairs (1931), Paroles (1931), Offensive (1932), Dernière guerre (1933), La Patrie des braves (1935), Par une chanson (1936), Alors, nous grandîmes (1938), Il était dans le Nord (1940), Décembre de Moscou (1942), Offensive (1943), Le monde - du monde (1950), l'Orient et l'Occident (1957), Chansons de l'humanité (1961), Qu'est-ce que le bonheur;? (1969), Après la guerre. Paroles des années 1945-1970 (1972).
Sourkov a également publié une sélection de ses poèmes (Moscou, 1974), des Œuvres complètes en quatre volumes (Moscou, 1965-1966) et une traduction de poèmes de Mao Zedong.

## Source
- (ru) Cet article est partiellement ou en totalité issu de l’article de Wikipédia en russe intitulé « Сурков, Алексей Александрович » (voir la liste des auteurs).